# Lillåsvallen Ramundberget
Lillåsvallen Ramundberget este o arie protejată (arie specială de conservare — SAC, sit de importanță comunitară — SCI) din Suedia întinsă pe o suprafață de 10,1 ha, integral pe uscat.

## Localizare
Centrul sitului Lillåsvallen Ramundberget este situat la coordonatele 62°40′51″N 12°24′28″E / 62.6808°N 12.4079°E.

## Înființare
Situl Lillåsvallen Ramundberget a fost declarat sit de importanță comunitară în mai 2000 pentru a proteja un număr necunoscut de specii din flora spontană și fauna sălbatică aflate în arealul zonei. Situl a fost protejat și ca arie specială de conservare în decembrie 2009.

## Biodiversitate
Situată în ecoregiunea alpină, aria protejată conține 2 habitate naturale: Pășuni din zone de pădure fino-scandinave, Fânețe montane.
La baza desemnării sitului se află un număr nedeclarat de specii protejate.